# Euastacus yigara
Euastacus yigara é uma espécie de crustáceo da família Parastacidae.
É endémica da Austrália.